# Mikael Nilsson (calciatore 1978)
Mikael Nilsson (Ovesholm, 24 giugno 1978) è un ex calciatore svedese, di ruolo difensore.

## Carriera

### Club
Nilsson ha iniziato la sua carriera professionistica nell'Halmstad, dove ha giocato dal 2000 al 2004 totalizzando 103 presenze e 17 reti. Nel 2004 si è trasferito in Inghilterra per giocare con il Southampton, disputando 16 partite nella Premier League.
Nel 2005 è passato ai greci del Panathīnaïkos, con cui ha giocato 81 partite fino al 2009. Successivamente ha proseguito la carriera in Danimarca, al Brøndby IF, totalizzando 77 presenze e 3 gol tra il 2009 e il 2012. Ha chiuso la carriera nel Fremad Amager, dove ha giocato una sola partita nel 2012.

### Nazionale
Nilsson ha collezionato 64 presenze e segnato 3 gol con la nazionale svedese tra il 2002 e il 2009. Ha partecipato ai Campionati europei del 2004, Mondiali del 2006 e Europei del 2008.

## Palmarès

### Club

#### Competizioni nazionali
- Campionato svedese: 1

Halmstad: 2000